# 鶴博幸
鶴 博幸（つる ひろゆき、1975年5月31日 - ）は、日本の元男性声優。埼玉県出身。かつてはマウスプロモーションに所属していた。

## 人物
趣味は簿記、珠算、書道、将棋、ピアノで、若い青年・少年を演じることができるという。

## 後任
鶴の引退後、持ち役を引き継いだ人物は以下の通り。
| 後任     | キャラクター                 | 作品               | 後任の初担当                                   |
| -------- | ---------------------------- | ------------------ | ---------------------------------------------- |
| 松野太紀 | スポンジボブ・スクエアパンツ | 『スポンジ・ボブ』 | 『スポンジ・ボブ/スクエアパンツ ザ・ムービー』 |

## 出演作品
太字はメインキャラクター。

### テレビアニメ
2001年
- 超GALS!寿蘭（青年）

2002年
- 朝霧の巫女（生徒）
- おねがいティーチャー（男子生徒）
- キャプテン翼（ドミンゴ選手C）
- 東京アンダーグラウンド（子分）
- NARUTO -ナルト-（2002年 - 2004年、少年、下忍）
- パタパタ飛行船の冒険（見張り、キム、ミック、兵士）

2003年
- 無人惑星サヴァイヴ（男子3）

2004年
- ふたりはプリキュア（光の園の住人）
- ルパン三世 盗まれたルパン 〜コピーキャットは真夏の蝶〜
- 美鳥の日々（焼き芋屋）

### ゲーム
- BITTERSWEET FOOLS[1][3]
- センチメンタルグラフティ〜約束[2]（2001年）
- 鬼武者3[1]
- 仔羊捕獲ケーカク!（2002年）
- To Heart2（2004年）
- 3年B組金八先生 伝説の教壇に立て!（2004年、北健太）

### 吹き替え

#### 映画
- アタック・ナンバーハーフ2 全員集合!
- アニマル・ファクトリー（ビッグ・ランド）
- アバウト・ア・ボーイ
- アンディ・ガルシア 沈黙の行方（カイル・ハンター）
- イン・ザ・ベッドルーム（フランク）
- ヴァージン・スーサイズ
- エア スコーピオン
- 戦争と平和（ペーチャ・ロストフ〈ショーン・バレット〉）※ソフト版
- 月のひつじ
- ディズニー作品
  - スーパードッグ エア・バディ/ビーチバレーで危機一髪!（コナー[4]）
  - ニュージーズ
  - プリティ・プリンセス2/ロイヤル・ウェディング
- バイオハザード
- ハリー・ポッターとアズカバンの囚人
- フラッシュフラッド（ガース・パウエル）
- フリーダ（アレハンドロ）
- マグダレンの祈り（イーモン）

#### ドラマ
- ER緊急救命室
- シナリオライターは君だ![2]
- ダラス（ミッキー[2]）
- 騎馬警官[2] ※第1期・第2期
- サンダーストーン[2]
- ザ・インターネット（ジョイコブ[1]）
- ハイ・インシデント/警察ファイルJ[2]
- クロウ[2]
- 絹の疑惑 シルク・ストーキング（クリス[1]）
- スタートレック:エンタープライズ（少年アーチャー）
- 私はケイトリン（ポール[1]、校内放送）

#### アニメ
- アーチーでなくっちゃ! 相棒は原始人!?（アーチー）
- X-メン:エボリューション（ナイトクローラー[5]）
- エド・エッド・エディ（ケビン[1]）
- スポンジ・ボブ（スポンジボブ・スクエアパンツ〈初代〉[1][6]、スポンジ・トロン、ザ・クイックスター 他）※シーズン3まで
- ディズニー作品
  - BIONICLE2 メトロ・ヌイの伝説
  - Mr.インクレディブル
  - リセス 〜ぼくらの休み時間〜

### その他コンテンツ
- カートゥーンネットワーク（番宣ナレーション[2]）